# Greg Palast

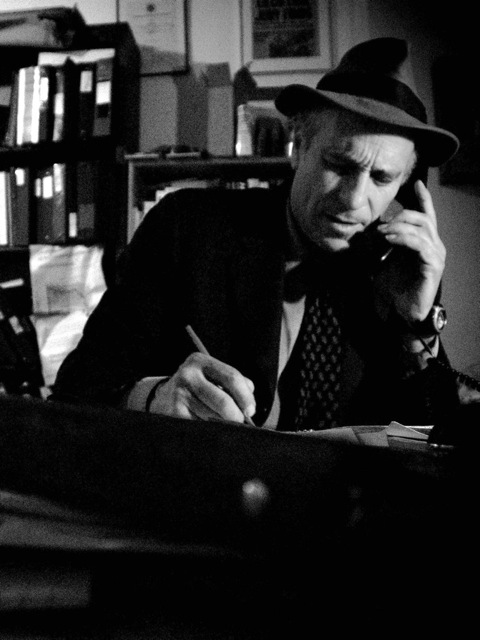

Gregory Allyn Palast  (Los Angeles, 26 de junho de 1952)  é um jornalista investigativo e escritor estadunidense residente na Inglaterra. Atua como freelancer na BBC e no jornal britânico The Observer.
Em seu trabalho investigativo, dedica-se principalmente a casos de  conduta ilegal de empresas mas também tem uma atuação significativa ao lado de sindicatos e grupos de defesa do consumidor. Em 2004, afirmou ter  evidências de que o governador da Flórida, Jeb Bush, a secretária de Estado da Flórida, Katherine Harris, e o  chefe da Unidade Eleitoral  da Flórida, Clay Roberts, juntamente com a empresa ChoicePoint, fraudaram as cédulas durante a eleição presidencial dos EUA, em 2000, e novamente em 2004 quando, segundo ele,  as manobras de 2000 continuaram, de modo que o candidato John Kerry  teria vencido se não fosse pelo desproporcional "desperdício" de votos democratas. 
Desde 2000, Greg Palast fez mais de doze filmes para o programa  Newsnight, da  BBC, juntamente com o produtor de reportagens investigativas, Meirion Jones. O programa é transmitido no Reino Unido e por todo o mundo. Além dos filmes sobre as eleições nos Estados Unidos, Palast e jones investigaram companhias petrolíferas, a guerra do Iraque,  o golpe de Estado contra  Hugo Chávez e os  fundos abutres,  cuja estratégia de  especulação financeira consiste em comprar, a preço muito baixo (com deságio de 80%, por exemplo),títulos de dívida de  países pobres,  cuja  moratória seja iminente. Em seguida, mantêm-se à margem  de qualquer renegociação da dívida  (holdout) desses países com os seus credores. Finalmente,  passam a cobrar, em foros internacionais, o  valor integral dessa dívida. Foi o que ocorreu, por exemplo, com a Argentina,  nos anos 2000 e novamente em 2013.

## Livros publicados
- The Best Democracy Money Can Buy. London: Pluto Press. 2002. ISBN 0-452-28391-4 . Em português, A melhor democracia que o dinheiro pode comprar. São Paulo: W11 (Francis) Editores, 2004. 384 p. ISBN 8589362264
- Vultures' Picnic. New York: Dutton. 2011. ISBN 978-0-525-95207-7[7] Em português,  Picnic de Abutres. Alta Books Editora, 2013 ISBN 9788576088202
- Greg Palast; Oppenheim, Jerrold; MacGregor, Theo (2002). Democracy and Regulation. London: Pluto. ISBN 0-7453-1943-2
- Armed Madhouse. New York, NY: Dutton. 2006. ISBN 0-525-94968-2[8]
- Billionaires and Ballot Bandits: How to Steal an Election in 9 Easy Steps. New York: Seven Stories Press. 2012. ISBN 978-1-609-80478-7[9]
- The Best Democracy Money Can Buy: A Tale of Billionaires & Ballot Bandits. New York: Seven Stories Press. 2016. ISBN 978-1609807757[10]
- How Trump Stole 2020. New York: Seven Stories Press. 2020. ISBN 978-1644210567

### Filmes
- Big Easy to Big Empty: The Untold Story of the Drowning of New Orleans [11]
- Bush Family Fortunes: The Best Democracy Money Can Buy
- The Election Files[12][13]
- Palast Investigates[14][15]

### Newsnight(BBC)
- "Vulture Funds attack Liberia 2010"[16]
- "Vulture Funds attack Zambia 2007"[17]
- "Bush and the Vultures 2007"[18]
- "US Election 2008 (2008)"[19]
- "Tim Griffin (2007)"[20]
- "US Election 2004 (2004)"[21]
- "US Election 2000 (2001)"[22]
- "Bush and the Bin Ladens (2001)"[23]
- "Bush dances with Enron (2001)"[24]
- "Chevron and Ecuador (2007)"[25]
- "Secret US plans for Iraq's oil (2005)"[26]
- "Iraq - Jay Garner's story (2004)[27]
- "Chavez and Oil (2006)"[28]
- "Chavez and the Coup (2002)[29]
- "Stiglitz (2001)"[30]
- "Microsoft (2000)"[31]